# Parc national Pico de Orizaba
Le parc national Pico de Orizaba (espagnol : Parque nacional Pico de Orizaba) est un parc national du Mexique situé dans les états de Puebla et de Veracruz. Il a une superficie de 197,5 km2 et a été créé le 4 janvier 1937. Il protège le pic d'Orizaba, le plus haut sommet du Mexique. Il est géré par la Comisión Nacional de Áreas Naturales Protegidas.